# Brucyt

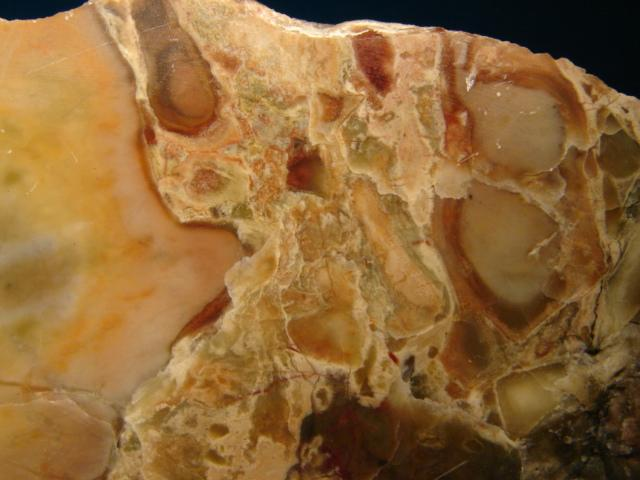
Marmur serpentynowo - brucytowy

Brucyt – rzadki minerał z gromady wodorotlenków Mg(OH)2. 
Nazwa pochodzi od nazwiska amerykańskiego mineraloga Archibalda Bruce’a, który po raz pierwszy opisał ten minerał (1777–1818).

## Charakterystyka

### Właściwości
Tworzy kryształy o pokroju tabliczkowym, rozetkowym, płytkowym, łuskowym lub włosowym, niekiedy w formie romboedrów. Zwykle występuje w formie skupień zbitych, masywnych, włóknistych lub ziarnistych. Blaszkowo – łuseczkowe agregaty przypominają wyglądem talk. Jest giętki, mało sprężysty, przezroczysty. Tworzy pseudomorfozy po kryształach peryklazu. Łatwo rozpuszczalny w kwasach. Często zawiera zanieczyszczenia manganu, cynku i żelaza. 

### Odmiany
Brucyt występuje w odmianach wzbogaconych w żelazo, znanych jako ferrobrucyt, oraz w mangan, określanych jako manganobrucyt. Odmiana o strukturze cienkich i długich włókien, charakteryzująca się jedwabistym połyskiem, podobna do azbestu nazywana jest nemalitem.

### Występowanie
W skałach metamorficznych powstałych w warunkach przeobrażeń kontaktowych. Spotykany jest w serpentynitach; łupkach - chlorytowych i talkowych, w dolomitach, marmurach. Tworzy się też w niskotemperaturowych utworach hydrotermalnych. Spotykany również w złożach azbestu. Współwystępuje z kalcytem, magnezytem, dolomitem, aragonitem, talkiem czy chryzotylem.
Miejsca występowania:
- Na świecie: Kanada – Quebec; USA – New Jersey, Nevada, Teksas, Pensylwania, Kalifornia; RPA, Turcja, Kazachstan, Rosja – (Ural, Kaukaz), Włochy, Szwecja, Austria, Szkocja[4].

- W Polsce: został znaleziony tylko na terenie Dolnego Śląska: Dubie k. Krzeszowic, Kletno, Szklary, Wiry, Nasławice oraz Jordanów Śląski[3].

### Zastosowanie
- Surowiec do produkcji materiałów ogniotrwałych,
- Poszukiwany kamień kolekcjonerski,
- surowiec do otrzymywania magnezu.